# 張積中
張積中（—1866年），字石琴，江苏仪征人，清朝末年太谷学派学者，贡生，科举落第后放弃做官，道光年间师从周太谷学习融合了儒家、道家和佛家的太谷学派。1856年为躲避太平天国之乱躲入山东济南黄崖山，开始讲学并组建教团，人数达数千人。張積中率人修建壁垒，购买武器和粮食，引发当地政府怀疑。1866年，山东巡抚阎敬铭率兵攻打黄崖山，張積中战死。

## 后人
- 盛成